# Berg (Schweden)
Koordinaten: 62° 46′ N, 14° 26′ O

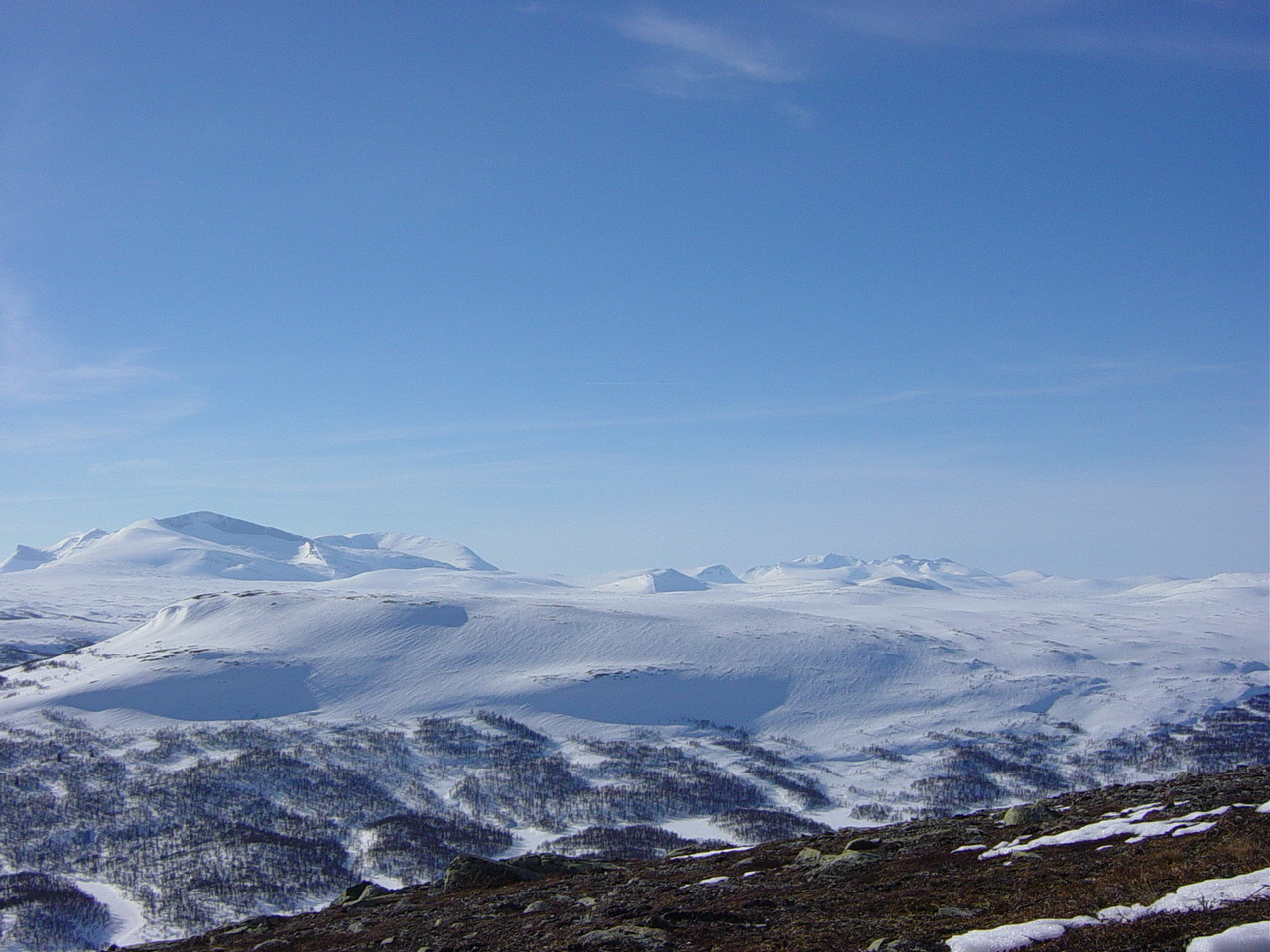
Sylarna

Berg ist eine Gemeinde (schwedisch kommun) in der schwedischen Provinz Jämtlands län und den historischen Provinzen Härjedalen und Jämtland. Der Hauptort der Gemeinde ist Svenstavik.
Durch die Gemeinde führen die Europastraße 45 und die Inlandsbahn.

## Geographie
Die Gemeinde Berg gehört zu den flächenmäßig größeren Gemeinden Schwedens und erstreckt sich von den südlichen Ausläufern des Sees Storsjön 135 Kilometer nach Westen bis zur norwegischen Grenze. Die Gemeinde liegt größtenteils im Skandinavischen Gebirge. Die höchste Erhebung ist der Gipfel Helagsfjället mit einer Höhe von 1.796 Metern.

Weiler in der Gemeinde
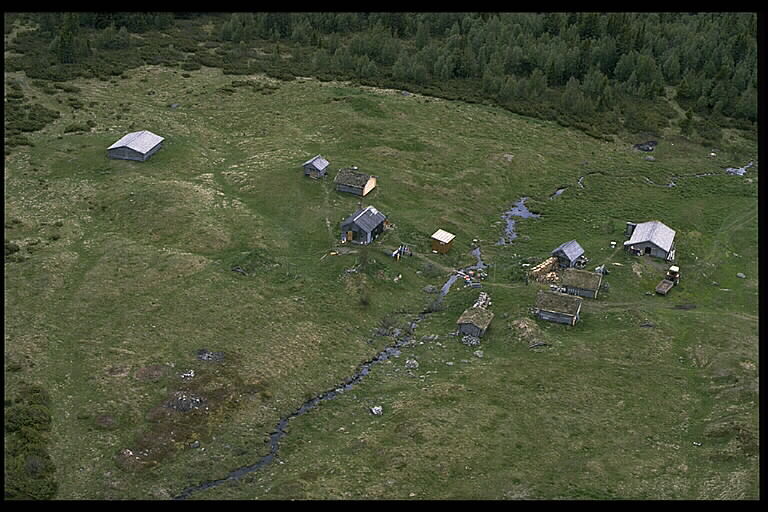
Öster-Arådalen
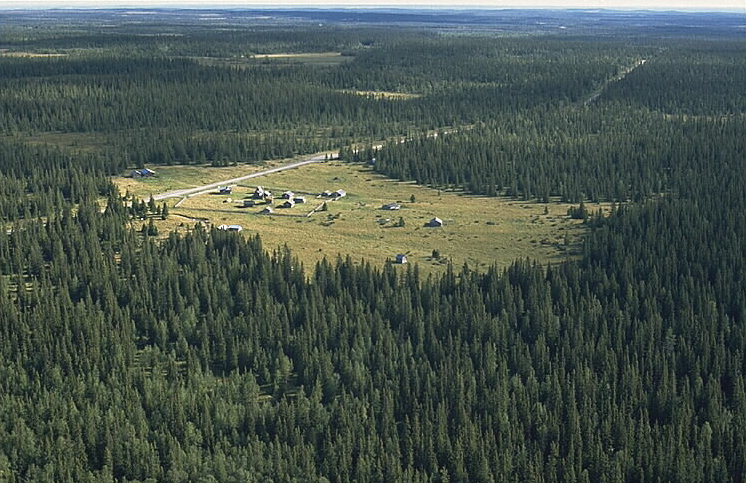
Långbodarna
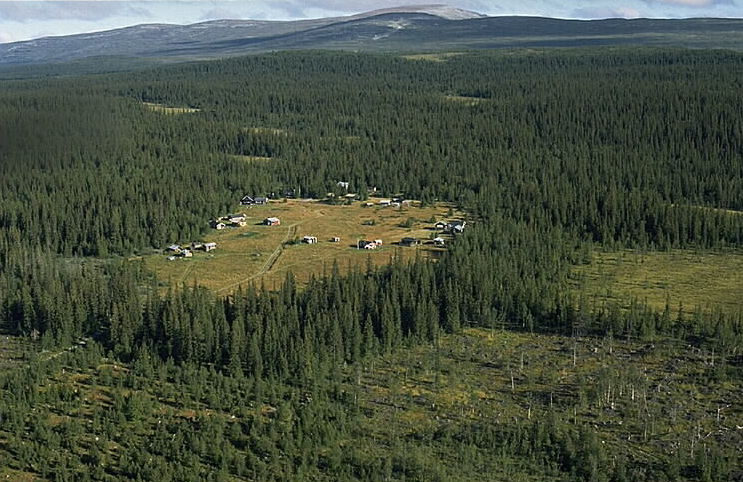
Prästbodarna
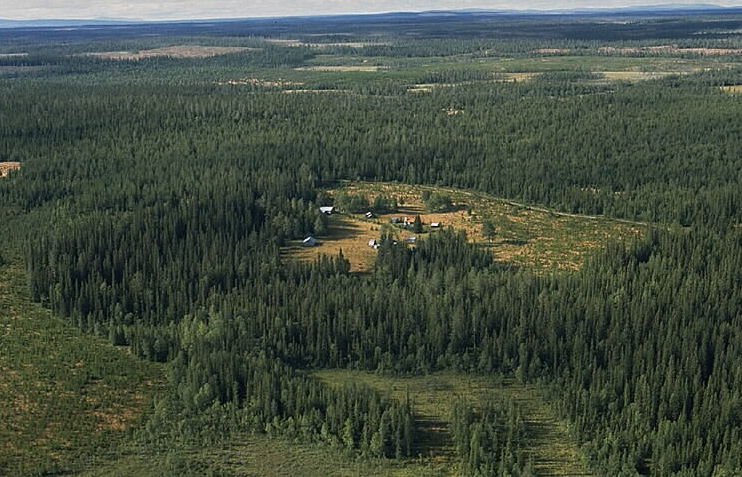
Östra Svedjebodarna
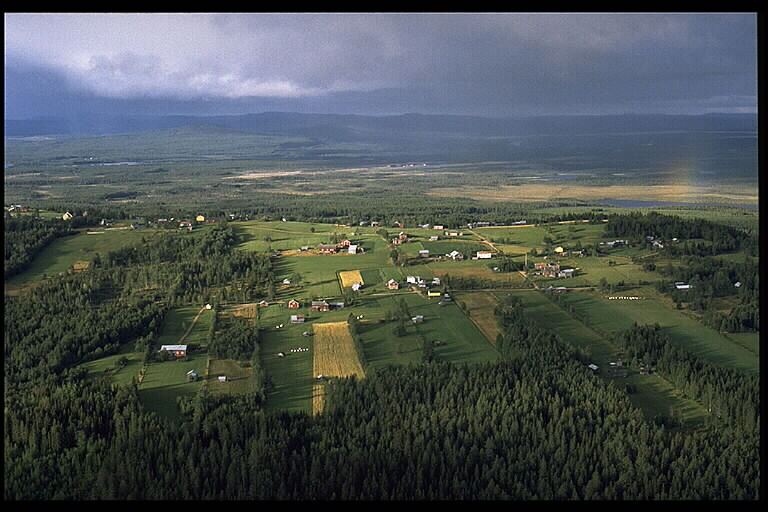
Ytterberg

## Wirtschaft
Land- und Forstwirtschaft haben mit einer Beschäftigungsquote von 7 % (Reichsschnitt 2 %) eine überdurchschnittliche Bedeutung. Die Gemeinde ist schwach industrialisiert, vorwiegend Kleinbetriebe, während der Fremdenverkehr eine wichtige Rolle spielt.

## Gemeindepartnerschaften
Berg unterhält seit 1999 eine Gemeindepartnerschaft mit der Gemeinde Berg in OFr. in Bayern.

## Persönlichkeiten
- Georg Adlersparre (1760–1835), ein schwedischer General, Politiker und Schriftsteller, geboren in Hovermo, einem Teilort von Berg.
- Thomas Wassberg, (* 1956),  ein ehemaliger schwedischer Skilangläufer.
- Håkan Hansson (* 1964), Freestyle-Skier
- Liselotte Johansson (* 1970), Freestyle-Skierin